# Обезьяны в космосе

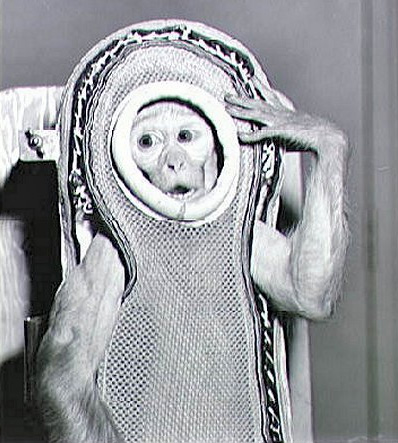
Макак-резус Сэм, совершивший суборбитальный полёт на корабле Литл Джо-2 в 1959 году, отдаёт воинское приветствие

В целях изучения биологического воздействия орбитальных и суборбитальных полётов на живой организм, в космос летали близкие по физиологии к человеку обезьяны нескольких видов: обыкновенный шимпанзе, макак-резус, макак-крабоед, обыкновенная беличья обезьяна, свинохвостый макак.
Всего в космос летали более тридцати обезьян-космонавтов, каждая по одному разу. Обезьяны-дублёры также проходили полный курс подготовки. В США обезьян запускали в космос в 1948—1961, и по одному полёту в 1969 и 1985 годах, во Франции в  1967 году, в Аргентине в 1969—1970 годы, в Советском Союзе и России в 1983—1996 годы, в Иране с 2011 года.
Большинство обезьян находились под анестезией до самого приземления. Животным вживляли различные датчики в мышцы и сухожилия, с помощью которых регистрировались ЭМГ-активность мышц и движений. Им также вживляли электроды в мозг. Более половины обезьян, участвовавших в запусках США в 1940—1950-е годы, погибли во время полётов или вскоре после них. Обезьяны, запускавшиеся в 1980-е годы и позднее, как правило, оставались живы.

## Соединённые Штаты
Запуски обезьян в США проводились по линии ВВС США и НАСА.

### ВВС США

#### Первый этап 1948—1950 гг[1]
Медико-биологические эксперименты проводились Лабораторией авиационной медицины ВВС (Air Force Aero Medical Laboratory (AF AML)), использовались ракеты «Фау-2» (V-2), вывезенные с полигона Пенемюнде. Все запуски производились на полигоне Уайт-Сэндс, штат Нью-Мексико.
| № | РН             | дата запуска          | высота, км | кличка    | примечания                                                            |
| - | -------------- | --------------------- | ---------- | --------- | --------------------------------------------------------------------- |
| 1 | Фау-2 V-2 (37) | 11 июня 1948 года     | 62,4       | Альберт   | Примат умер от удушья.                                                |
| 2 | Фау-2 V-2 (47) | 14 июня 1949 года     | 133,9      | Альберт-2 | Первый суборбитальный полёт. Примат погиб (отказ парашютной системы). |
| 3 | Фау-2 V-2 (32) | 16 сентября 1949 года | 4,2        | Альберт-3 | Взрыв ракеты                                                          |
| 4 | Фау-2 V-2 (31) | 8 декабря 1949 года   | 130,6      | Альберт-4 | Суборбитальный полёт. Примат погиб (отказ парашютной системы).        |

#### Второй этап 1951—1952 гг[3]
Медицинские эксперименты проводились Лабораторией авиационной медицины ВВС (Air Force Aero Medical Laboratory (AF AML)). Использовалась находящаяся на вооружении ВВС исследовательская (геофизическая) ракета «Аэроби» (Aerobee RTV-A-1), все запуски проводились со стартового комплекса LC A на базе ВВС США Холломан (Holloman AFB), штат Нью-Мексико.
| № | РН          | дата запуска          | высота, км | кличка     | примечания                               |
| - | ----------- | --------------------- | ---------- | ---------- | ---------------------------------------- |
| 1 | Аэроби (12) | 18 апреля 1951 года   | 61,2       | Альберт-5  | Примат погиб (отказ парашютной системы). |
| 2 | Аэроби (19) | 20 сентября 1951 года | 70,8       | Йорик      | Первый суборбитальный успешный полёт.    |
| 3 | Аэроби (26) | 21 мая 1952 года      | 61         | Пэт и Майк | Успешный полёт.                          |

#### Третий этап 1958—1959 гг[5]
Эксперименты проводились специалистами Медицинской службы армии США (Army Medical Service) в сотрудничестве с врачами ВМС США и Школы авиационной медицины ВВС (USAF Schools of Aviation Medicine). Для полётов использовалась баллистическая ракета среднего радиуса действия (Intermediate Range Ballistic Missile (IRBM)) «Юпитер-IRBM-AM» (Jupiter), запускавшаяся со стартового комплекса VLF26 с космодрома ВВС США на мысе Канаверал.
28 мая 1959 года на борту ракеты Юпитер АМ-18, запущенной с мыса Канаверал, Эйбл (Able), макак-резус, и саймири Мисс Бейкер (Baker) стали первыми обезьянами, благополучно вернувшимися на Землю после путешествия в космос (полёт был суборбитальным с высотой свыше 50 миль). Они летели со скоростью, превышающей 16000 км/ч и выдержали перегрузку в 38g (373 м/с²). Эйбл вскоре после приземления погибла: когда врачи снимали с неё вживлённые датчики, она не вынесла анестезии. Бэйкер дожила до 1984 года и скончалась в возрасте 27 лет. Она захоронена на территории Космического и ракетного Центра США в Ханствилле, Алабама. Эйбл же сохранена и теперь демонстрируется в Национальном музее воздухоплавания и космоса Смитсоновского института. Их имена были взяты из фонетического алфавита.
| № | РН             | дата запуска         | высота, км | кличка        | примечания                                                             |
| - | -------------- | -------------------- | ---------- | ------------- | ---------------------------------------------------------------------- |
| 1 | Юпитер-AM (13) | 13 декабря 1958 года | 500        | Гордо         | Суборбитальный полёт. После приводнения капсула утонула, примат погиб. |
| 2 | Юпитер-AM (18) | 28 мая 1959 года     | 483        | Эйбл и Бейкер | Суборбитальный успешный полёт.                                         |

#### Четвертый этап 1961 г[8]
Эксперименты проводились под управлением ВВС США. Для полётов использовалась модификация РН Атлас Е, запускалась со стартового комплекса LC13 с мыса Канаверал
| № | РН            | дата запуска         | высота, км | кличка  | примечания                                                          |
| - | ------------- | -------------------- | ---------- | ------- | ------------------------------------------------------------------- |
| 1 | Атлас Е (32Е) | 10 ноября 1961 года  | 10         | Голиаф  | Авария на 15-й секунде полёта, взрыв на 35-й секунде. Примат погиб. |
| 2 | Атлас Е (36Е) | 20 декабря 1961 года | 1,8        | Скэтбэк | Испытание (САС), после приводнения капсула не найдена.              |

### НАСА
В 1959 году, Сэм, макак-резус, в рамках программы «Меркурий» полетел в космос на корабле «Little Joe 2» на высоту 53 мили. Мисс Сэм, также макак-резус, летала в космос в 1960 году на корабле «Little Joe 1B», хотя поднялась лишь на высоту 8 миль (14 км) для отработки экстренных процедур. Обыкновенные шимпанзе Хэм и Энос также летали в рамках программы «Меркурий».
Обезьяна по имени Бонни, запущенная в 1969 году, почувствовала себя на орбите плохо и по возвращении на Землю погибла.
| № | спутник             | дата запуска        | высота, км | кличка   | итог полёта                             |
| - | ------------------- | ------------------- | ---------- | -------- | --------------------------------------- |
| 1 | Литл Джо-2          | 4 декабря 1959 года | 85         | Сэм      | Суборбитальный успешный полёт.          |
| 2 | Литл Джо-1B         | 21 января 1960 года | 14         | мисс Сэм | Успешный полёт.                         |
| 3 | Меркурий-Юпитер-2   | 1-й кв. 1960 года   |            |          | Полёт отменён.                          |
| 4 | Меркурий-Редстоун-2 | 31 января 1961 года | 251        | Хэм      | Суборбитальный успешный полёт.          |
| 5 | Меркурий-Атлас-5    | 29 ноября 1961 года | 237        | Энос     | Первый орбитальный успешный полёт.      |
| 6 | Биоспутник-3        | 29 июня 1969 года   | 240        | Бонни    | Орбитальный полёт длительностью 9 дней. |

## Франция
Франция запустила свинохвостого макака по имени Мартин (фр. Martine) на ракете «Vesta» 7 марта 1967 года и другого по имени Пьерет (фр. Pierette) 13 марта. Эти суборбитальные полёты достигли высот 243 км (150 миль) и 234 км (145 миль) соответственно. Мартин стал первой не относящейся к гоминидам обезьяной, прожившей больше, чем пару дней после полёта, который, по международному определению, считается выходящим за границу космического пространства.

## Аргентина

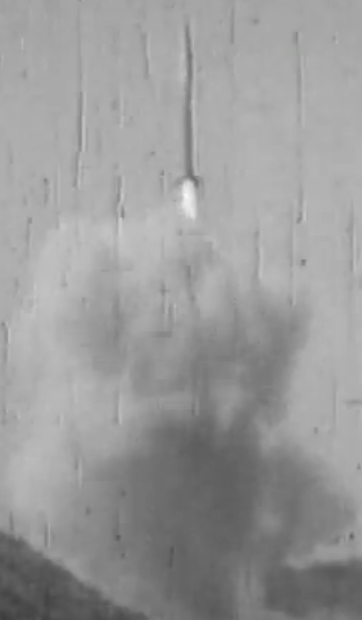
Старт ракеты Canopus II 23 декабря 1969 года с Хуаном на борту

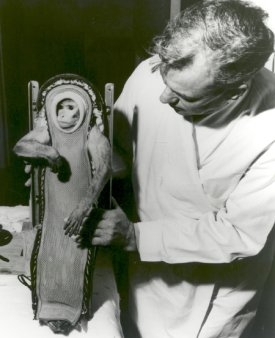
Хуан

23 декабря 1969 года в рамках программы «Операция "Рождество"» (исп. Operación Navidad), обезьяна вида капуцин-фавн по кличке Хуан (исп. Juan) поднялась на двухступенчатой суборбитальной ракете Canopus II (Rigel 04) на высоту 60 километров, после чего успешно приземлилась.
1 февраля 1970 года на ракете X-1 Panther полетела обезьяна женского пола того же вида. Она достигла высоты большей, чем Хуан, но погибла в результате аварии на спускаемой капсуле.

## СССР / Россия
В рамках спутниковой программы БИОН в космос летали несколько видов макак-резусов. Приматы были питомцами НИИ ЭПиТ, позже — НИИ МП. Имена обезьян-космонавтов начинаются последовательно с каждой буквы русского алфавита.
1. Абрек и Бион — полёт на «Космосе-1514» с 14 декабря 1983 года по 20 декабря 1983 года.
2. Верный и Гордый — полёт на «Космосе-1667» с 10 июля 1985 года по 17 июля 1985 года.
3. Дрёма и Ероша — полёт на «Космосе-1887» с 29 сентября 1987 года по 12 октября 1987 года.
4. Жаконя и Забияка — полёт на «Космосе-2044» с 15 сентября 1989 года по 28 сентября 1989 года. Жаконя и Забияка поставили рекорд среди обезьян, проведя в космическом полёте 13 дней и 17 часов.
5. Иваша и Крош — полёт на «Космосе-2229» (Бион-10) с 29 декабря 1992 года по 7 января 1993 года. Шестнадцатилетний Крош, пройдя послеполётную реабилитацию на Земле, произвёл потомство.
6. Лапик и Мультик — полёт на «Бион-11» с 24 декабря 1996 года по 7 января 1997 года. Мультик умер вскоре после приземления, после чего продолжение программы было решено отменить.

## Иран
В конце сентября 2011 года Иран запустил обезьяну в суборбитальный 20-минутный полёт до высоты 120 км на ракете «Кавошгар-5», но обезьяна погибла в результате аварии.. Иранские СМИ об этом неудачном запуске не сообщили так же, как и о следующем 8 сентября 2012 года, когда, по заявлению замминистра науки страны М. Мехдинеджада-Нури, «все ожидаемые цели пуска не были достигнуты», что очевидно означает аварию.
28 января 2013 иранские СМИ сообщили, что обезьяна-макак по кличке Пишгам (до совершения полёта — Афтаб) была отправлена в космос и благополучно вернулась на землю на борту суборбитальной ракеты Пишгам, достигнув высоты 120 километров. Это был первый успешный запуск примата в космос в Иране, который как большое достижение широко освещался в том числе с участием президента Ахмадинеджада.
14 декабря Иран во второй раз отправил обезьяну в суборбитальный полёт. По сообщению агентства IRNA, примат по кличке Фаргам провёл на высоте 120 километров около 15 минут. Впервые была опробована ракета-носитель с жидким топливом.